# Жимбор (Бістріца-Несеуд)
Жимбор (рум. Jimbor) — село у повіті Бистриця-Несеуд в Румунії. Входить до складу комуни Кіокіш.
Село розташоване на відстані 313 км на північний захід від Бухареста, 31 км на південний захід від Бистриці, 49 км на схід від Клуж-Напоки.

## Населення
За даними перепису населення 2002 року у селі проживали 564 особи.
Національний склад населення села:
| Національність | Кількість осіб | Відсоток |
| -------------- | -------------- | -------- |
| румуни         | 456            | 80,9%    |
| угорці         | 108            | 19,1%    |

Рідною мовою назвали:
| Мова      | Кількість осіб | Відсоток |
| --------- | -------------- | -------- |
| румунська | 456            | 80,9%    |
| угорська  | 108            | 19,1%    |